# Heliopora
Хеліопора (Heliopora) — рід восьмипроменевих коралів монотипної родини Хелопоридові (Helioporidae) ряду Хеліопораєві (Helioporacea).

## Таксономія
Рід на даний час налічує тільки один вид Heliopora coerulea (Pallas, 1766), але колись включав ще два види, Heliopora carinata Pourtales, 1867 та Heliopora tubulatus Pourtales, 1867. Було досліджено, що вони не належать до роду Хеліопора (Heliopora) і навіть належать до іншого класу, до Гідроїдних (Hydrozoa) та підкласу Шесстипроменевих коралів (Hydroidolina). Внаслідок ці два види були перейменовані на Lepidopora carinata (Pourtalès, 1867) і Pliobothrus tubulatus (Pourtalès, 1867).
Єдиний живий вид роду: Синій корал (Heliopora coerulea, або Хеліопора синя) Pallas, 1766.